# Минский государственный дворец детей и молодёжи
Минский государственный дворец детей и молодежи (МГДДиМ) (бел. Мiнскi дзяржаўны палац дзяцей і моладзі) — одно из крупнейших социально-культурных и образовательных внешкольных учреждений Минска.

## История
Предшественником дворца является Городской дом пионеров, открытый в 1965 году на улице Островского. Дворец находился в двухэтажном здании, в котором до этого размещался кинотеатр «Беларусь», а ещё ранее — синагога.
В 1969 году был проведён конкурс на здание нового Дворца пионеров. Архитекторами В. Черноземовым и В. Белянкиным было предложено решение в виде стеклянных корабликов на берегу Комсомольского озера, однако этот проект, который будучи осуществлённым мог бы войти в историю мировой архитектуры, не был реализован. Вместо этого было построено здание, более соответствующее эстетическим приоритетам того времени: со ступенчатым фасадом, многоуровневым фойе и примыкающими к нему киноконцертным, лекционным и театральным залами, зимним садом и искусственным водоёмом.
В 1986 году дом пионеров входил в число шести крупнейших внешкольных учреждений СССР, наряду с детскими центрами в Москве, Ленинграде, Киеве, Алма-Ате, Кишиневе.
В 1991 году Городской дом пионеров был переименован в Дворец детей и молодежи. В 2004 году он получил статус государственного.
В 2005 году, через 40 лет после основания дворца, в его состав входило 800 кружков и клубов, в которых занималось около девяти тысяч детей и подростков.

## Награды
- Специальная премия Президента Республики Беларусь деятелям культуры и искусства (31 декабря 2024 года) — за значительные достижения в патриотическом воспитании подрастающего поколения, организацию работы Поста № 1 города-героя Минска по несению Почётной Вахты Памяти[6].